# Parafia św. Walentego w Gdańsku
Parafia św. Walentego w Gdańsku – rzymskokatolicka parafia usytuowana w gdańskiej dzielnicy Matarnia przy ulicy Jesiennej. Wchodzi w skład dekanatu Gdańsk Oliwa, który należy do archidiecezji gdańskiej.

## Historia
Parafia powstała na przełomie XIII/XIV wieku w kościele zbudowanym przez cystersów, do których należała aż do powstania listopadowego w 1830, po którym przeszła pod jurysdykcję diecezji chełmińskiej, a w 1992 po zmianach terytorialnych została włączona do diecezji gdańskiej. Obecny barokowo-rokokowy wystrój kościoła pochodzi z okresu po potopie szwedzkim w 1655, podczas którego kościół uległ znacznemu zniszczeniu.

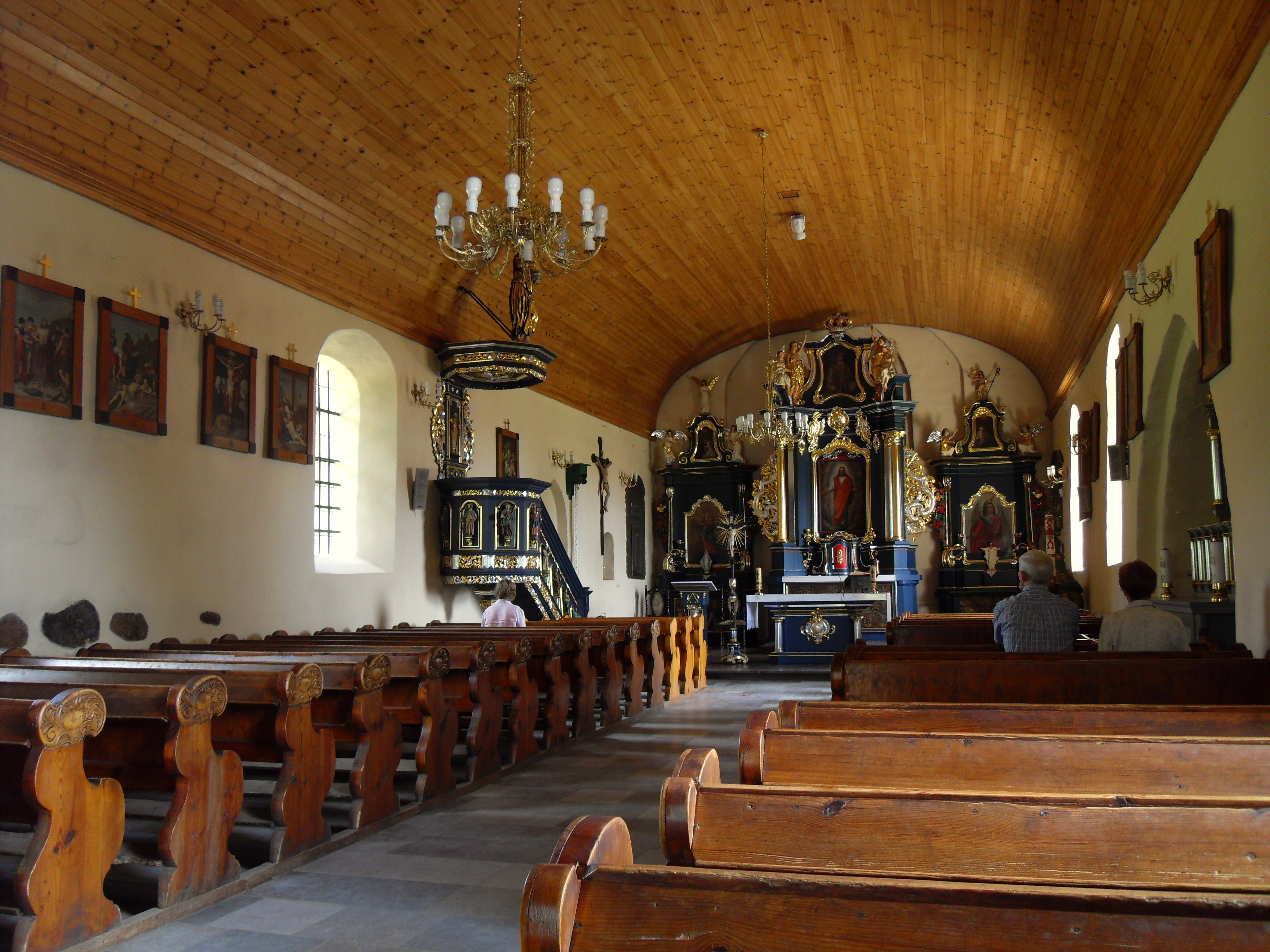
Wnętrze kościoła

## Proboszczowie
- 1472: o. Nicolaus
- 1591–1596: o. Johann Falconius
- 1596–1601: o. Clemens Montaw
- 1683–1688: ks. Mateusz Böhm
- 1703: ks. Szymon Brandt
- 1706–1713: ks. Robert Sękowski
- 1715–1723: ks. Bernard Łaszewski
- 1723–1732: ks. Jan Kahmel
- 1732–1739: ks. Iwo Roweder
- 1739–1747: ks. Edmund Schlesier
- 1748–1750: ks. Bernard Matemblewski
- 1750–1759: ks. Izydor Tokarzewski
- 1760–1763: ks. Bernard Matemblewski
- 1765–1771: ks. Kwintylian Ustarbowski
- 1773–1776: ks. Paweł Puchlikowski
- 1776: ks. Tomasz Wasilewski
- 1776–1778: ks. Kwiryn Dering
- 1778–1788: ks. Tomasz Wasilewski
- 1788–1791: ks. Paweł Puchlikowski
- 1791–1796: ks. Ignacy Śliwiński
- 1797–1810: ks. Cyprian Dettloff
- 1811: ks. Grzegorz Arndt
- 1812–1815: ks. Jan Wysiecki
- 1826: ks. Kwintylian Tempski
- 1833–1842: ks. Franz Karaszewski
- 1842–1852: ks. Alojzy Słowiński
- 1853–1860: ks. Johann Kajewicz
- 1860–1880: ks. Eduard Herth
- 1881–1889: ks. Thaddäus Łysakowski
- 1900–1901: ks. Kazimierz Gregorkiewicz[3]
  - administrator parafii[4]
- 1901–1945: ks. Kazimierz Rhode
  - administrator parafii
- 1945–1946: ks. Walerian Kabattek
  - administrator parafii
- 1969–1983: ks. prał. Józef Bigus[5][6]
  - administrator parafii (1946–1969)
- 1983–1993: ks. Władysław Szulist[7]
- 1994–1997: ks. prał. Wojciech Chistowski[8]
- 1997–2003: ks. Adam Rakowski
- od 16 XI 2003: ks. kan. mgr Jarosław Ropel[9]
  - członek Rady Duszpasterskiej od 12 I 2022
  - ojciec duchowny dek. Gdańsk Oliwa od 26 VI 2020
  - diecezjalny duszpasterz Drogi Neokatechumenalnej od 19 II 2009